# Задній удар ногою

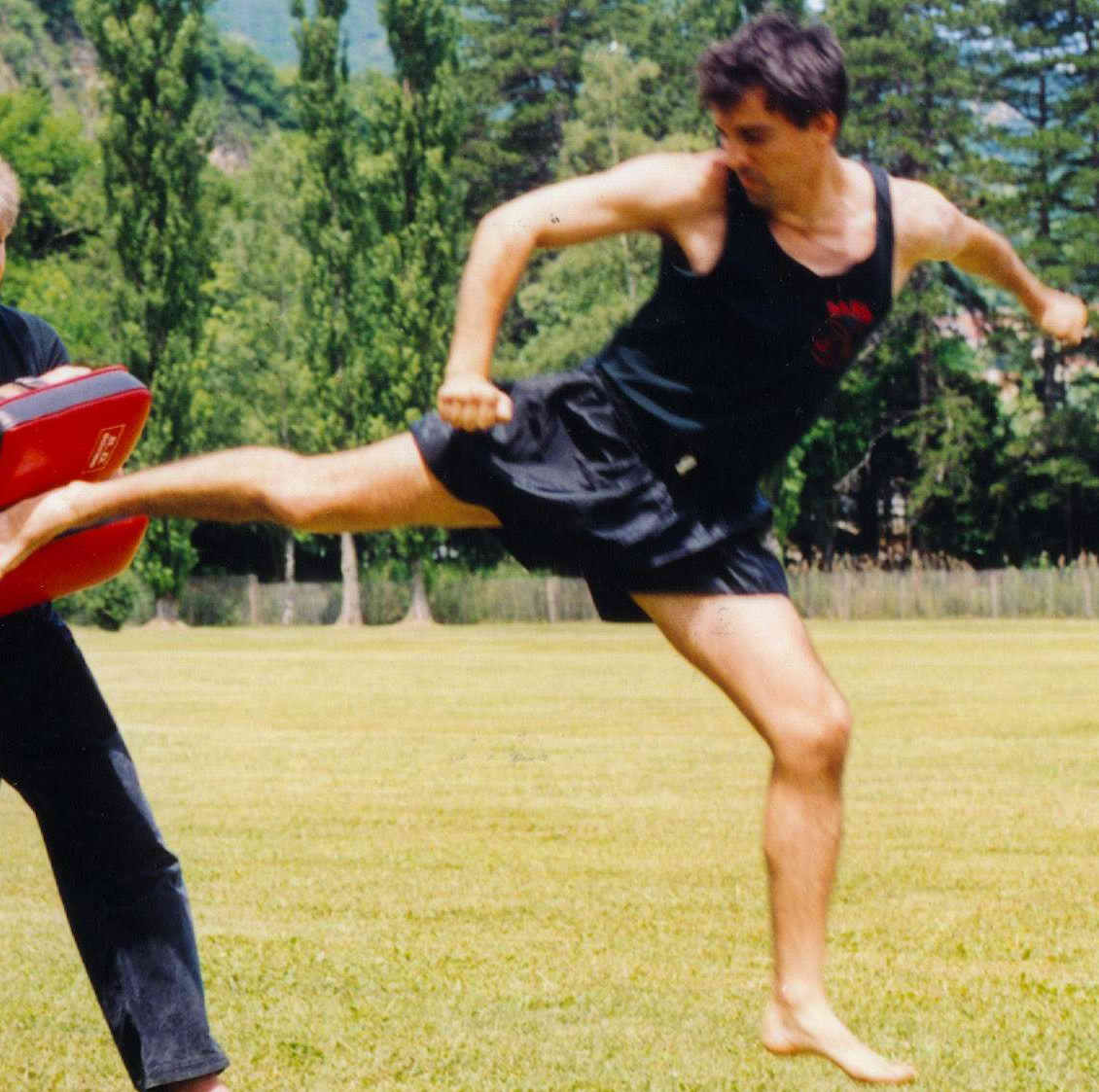
Задній удар ногою в стрибку.

Задній удар — це прямий обернений удар ногою, що відрізняється своєю особливою потужністю. Удар належить до основних елементів ударної техніки таких бойових мистецтв, як ушу, карате, тхеквондо, кікбоксинг тощо. 
Удар виконується різнойменною ногою (з лівобічної стійки — правою, з правобічної — лівою). Техніка виконання: вага тіла переноситься на передню, опорну ногу, на якій виконується розворот на 180°, спиною до цілі;  в процесі виконання розвороту дальня від суперника нога (перед виконанням удару дещо зігнута в коліні, в момент завдавання удару — випрямлена) різким прямим рухом викидається в ціль. Удар схожий на хвицання коня чи віслюка. Задній удар ногою наноситися стопою і виконується як мідл-кік або хай-кік (тобто удар направлений в корпус або голову). Задній удар ногою належить до того типу ударів, що переважно виконуються з розвороту (за рідкісним виключенням). Крім того, удар може виконуватись в стрибку.

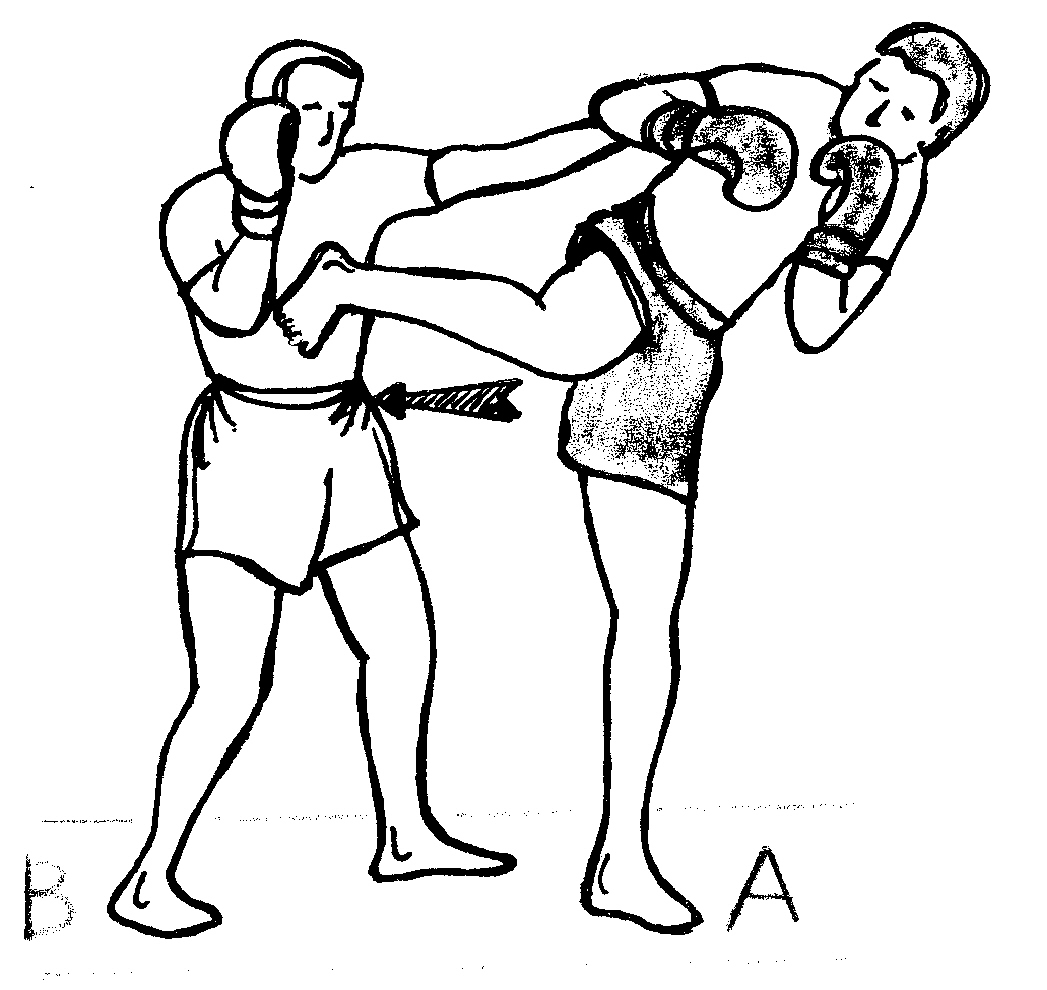
Задній мідл-кік правою ногою
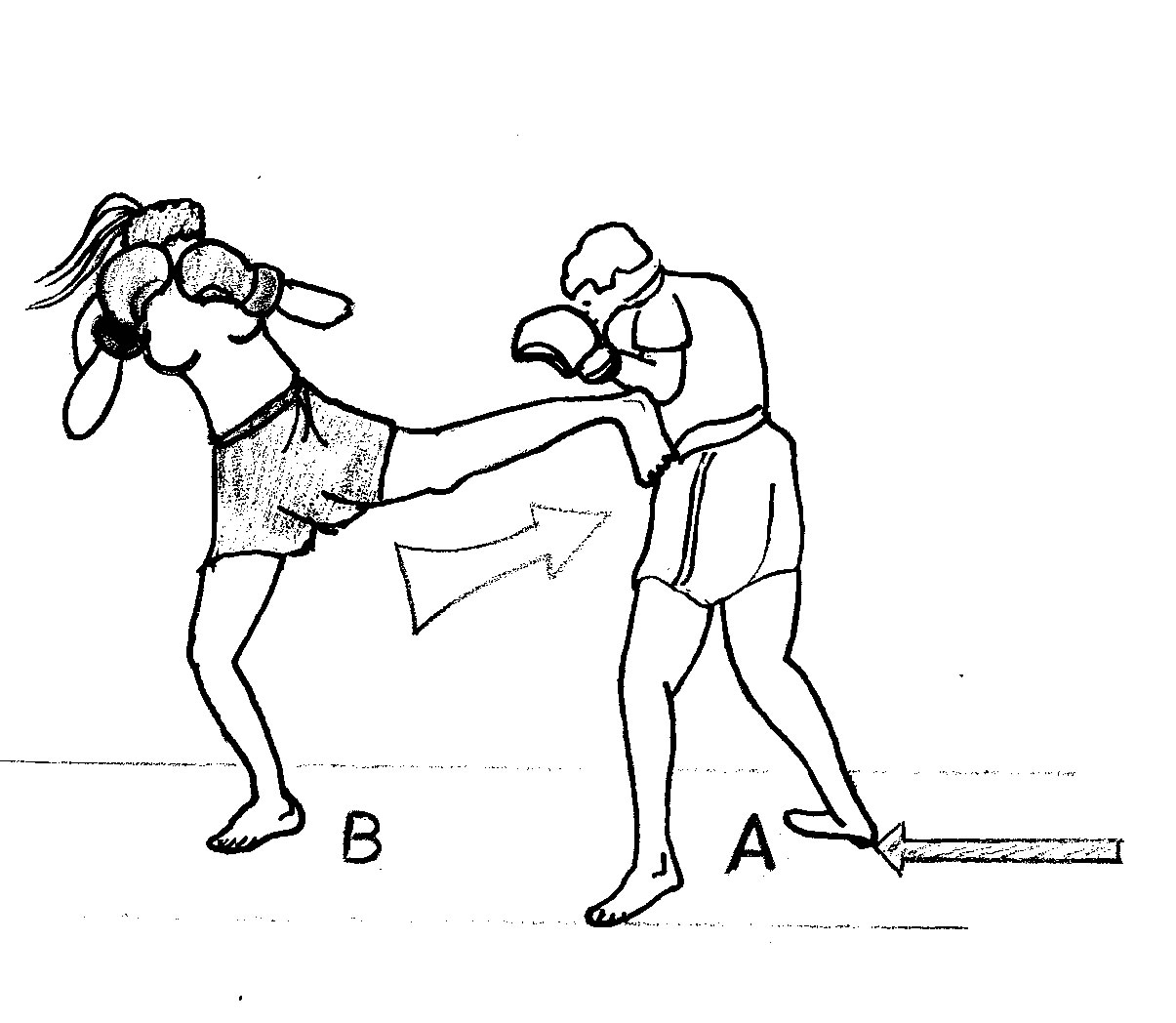
Задній мідл-кік лівою ногою
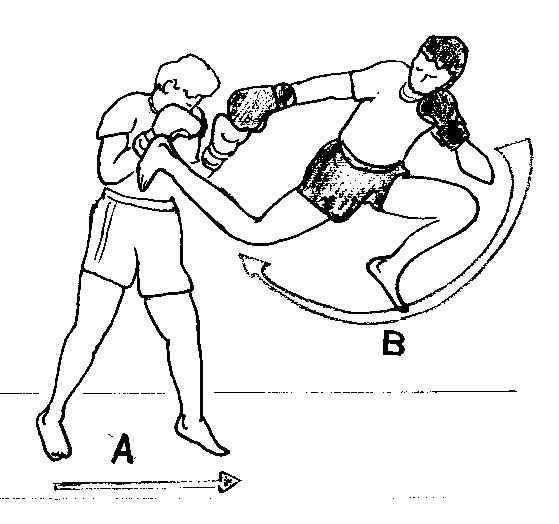
Задній мідл-кік правою ногою в стрибку

Поширені назви удару:
- в кікбоксингу — бек кік (англ. back kick);
- в карате — усіро ґері (яп. 後ろ蹴り);
- в тхеквондо — двіт чаґі (кор. 뒤 차기).